# Копыль
Копыль (бел. Капыль) — город (с 1984 года) в юго-западной части Минской области Беларуси. Административный центр Копыльского района.
Численность населения — 9 887 человек (на 1 января 2025 года).

## География
В 120 км от Минска, в 9 км от ж/д станции Тимковичи на линии Барановичи—Осиповичи.
В городе расположен маслосыродельный завод, вблизи — крупное песчано-гравийное месторождение (ныне не действующее).

## Геральдика
Герб утверждён решением Копыльского районного исполнительного комитета от 26 января 2000 года № 1, флаг — от 27 января 2009 года № 72. Герб зарегистрирован в Гербовом матрикуле Республики Беларусь 28 февраля 2000 года № 40.
Флаг учреждён Указом Президента Республики Беларусь от 1 декабря 2011 года № 564 и зарегистрирован в Государственном геральдическом регистре Республики Беларусь 5 декабря 2011 года № Б-207.

## История
В списке середины XVII века в составе Киево-Печерский патерик под редакцией Иосифа Тризны имеется комплекс Туровских уставов, в состав которого входит уставная грамота о поставлении Туровской епископии, согласно которой князь великий киевский Василий (Владимир Святославич) в лето 6513 (1005) года придал Туровской епископии вместе с другими городами и Копыль.
Впервые Копыль упоминается в 1274 году в Волынско-Галицкой летописи во время войны галицко-холмского князя Льва с великим князем Литовским Тройденем. В 1320-е годы княжества Туровской земли, в том числе и Слуцкое княжество с небольшим местечком Копыль перешли в состав ВКЛ. В «Списке городов далёких и близких» (1387—1406) Копыль назван городом Киевского княжества.
По данным археологов Копыль был заселен дреговичами в XI веке, однако сам топоним может иметь более давнюю историю. Историческим и топографическим центром Копыля является Копыльское замчище или Замковая гора — древняя возвышенность, на которой есть источник. В связи с чем существует гипотеза о том, что название города происходит от финно-угорского копь «источник» и ылл «высокий».
В XIV веке тут возник деревянный замок для которого сложился городской посад, и Копыль приобрёл статус важного населённого пункта на рубежах ВКЛ. В 1395 году великий князь Витовт отобрал у своего сводного брата князя Владимира Ольгердовича Киев, а взамен отдал Копыль «держати» с замком и волостями. В время Владимира Ольгердовича, который умер в 1398 году, в Копыле был построен первый православных храм, есть мнение, что в то время было пять храмов: Борисоглебский, Спассо-Преображенский, Воскресенский, храм Успения и Рождества Богородицы (разрушен во время татарских набегов в начале XVI века).
После смерти Владимира княжество, в которое входил и Слуцк, перешло к его сыну — Александру, основателю рода Олельковичей. В 1417 году Александр заключил брак с дочерью великого князя московского Василия Анастасией. В 1440 году литовский князь Жигимонт захватил Копыль и наказал своего политического противника заключением. После смерти Александра княжество перешло к его сыну — Михаилу, который продолжил политику отца, за что в 1481 году был казнён в Вильне (резиденция была перенесена в Слуцк). Копыльское княжество стало административной единицей Слуцкого княжества.
Грамотой великого князя Александра (1492—1506) Слуцк и Копыль закрепляются за Семёном Михайловичем Олельковичем. В начале XVI века на Копыль неоднократно нападали крымские татары. Первый набег, совершённый ими в 1502 году, был отбит, однако через год отряд татарской конницы, состоящей из 6 тысяч человек под командованием Баты-Гирея захватил Копыль и обложил замок. Город и волость сильно пострадали. В 1506 году борьбу против татар, после смерти Семёна возглавила его жена Анастасия Ивановна. В 1508 и 1521 годах татарам были нанесены мощные удары. С 1506 года Копыль находился в составе Новогрудского повета и Новогрудского воеводства ВКЛ. В 1507 году город был занят войсками Михаила Глинского. В конце XVI века во время антифеодального восстания в Украине и Беларуси в границах Слуцко-Копыльского княжества действовал казацкий отряд Северина Наливайко. Захватив Слуцк, который принадлежал Софии Юрьевне Олелькович, казацкий гетман отправил в Копыль отряд из 500 человек, который был разбит 25 ноября 1595 года войсками гетмана Христофора Радзивилла.
С 1612 года Копыль — владение Радзивиллов. 27 августа 1652 года королём Яном Казимиром городу даровано магдебургское право, утверждена выборность городской администрации, построена городская ратуша, Копыль получил также право на регулярные ярмарки и торги, ремесленные цехи заработали наравне с цехами других городов ВКЛ, также городу был дарован собственный герб. Пострадавший от разрушений Копыль начал развиваться, притягивая к себе ремесленников и купцов с других мест, росло количество Слобод в окрестностях. В XVII в. действовало 6 цехов: сапожный, портняжные, шапочно, рэзьницки и гончарный. В 1695 году между отделами Сапегов и Радзивиллов состоялись бои за владение Копылов. В Великую Северную войну (1700—1721) пожар уничтожил в городе более 60 дымов. В 1648 году в городе 8 мясников, 15 пекарей, 22 ремесленника, 4 торговца на 117 дымов. В 1680 году существовал швейный, гончарный и ткацкий цехи.
В середине XVIII века в Копыле было 12 улиц, 136 дымов христиан и 53 — иудеев. В 1750 году упоминаются 244 ремесленника, 98 портных, 55 ткачей, 39 прядильщиц, 7 обработчиков металлов (всего — 20 профессий). В 1791 году город вошёл в состав Случьрецкого повета. В Великую Северную войну (1700—1721) пожар уничтожил в городе более 60 дымов.
В результате второго раздела Речи Посполитой (1793 год) Копыль оказался в составе Российской империи, в Слуцком уезде. На 1795 год в городе действовали 2 костёла и церковь, работали 3 мельницы и трактир. На 1800 год — 175 дворов. Позже статус города понизили до местечка, которое в 1832 году передали во владение Витгенштейнам. В 1833 году по судебному процессу, начавшемся жителями Копылов, их исповедовали лично свободными, но землю оставили в владении земянину. На 1859 год в городке было 257 дворов, действовали костел, церковь, сбор и 2 иудейские молитвенные дома, работали 2 водяные мельницы и 6 магазинов. На 1861 год — 357 дворов, в 1886 году действовали костёл, церковь и сбор, работали 4 иудейские молитвенные школы, пивоварня, мельница, 6 постоялых домов, 87 магазинов.
По итогам переписи 1897 года, в Копыле действовали костёл, церковь, кальвинистский собор и 2 иудейских молитвенных дома; работали 3 школы (в том числе 2 еврейские), пивоварня, 2 водяные мельницы, 3 гончарных завода, предприятия прохладительных напитков, 92 магазина, аптека, заезжий дом, 7 трактира.
По переписи 1897 г. в Копыле 4463 жителя, среди них 2671 евреи.
В 1902 году создано 2-х классное училище для мальчиков с 5-классным обучением и 1-классное училище для девочек с 3-летним сроком обучения, в 1911 году построена паровая мельница. В 1910—1911 году Тишка Гартный издавал тут литературно-общественные рукописные журналы «Заря», «Голос низов» с приложением «Вольная мысль». На 1909 год — 1178 дворов. Летом 1911 года в городке со спектаклем выступила труппа И. Буйницкого. В конце 1917 года в местечке 645 дворов и более 5,3 тысяч жителей. В Первую мировую войну в феврале — декабре 1918 года Копыль занимали немецкие войска, в августе 1919 — июле 1920 года — польские войска, так же был создав ревком во главе с А. Д. Шкодаревичем. 15 июля 1920 года Красная армия освободила посёлок от поляков. 17 июля 1924 года городок стал центром района БССР, здесь работали Минская библиотека, театр, народный дом, больница, аптека, 7-летняя школа. На 1926 год в Копыле работали сыродельный и кирпичный заводы, гончарное и сапожная артели. В 1930-е годы в городке работали мельница с лесопилку, Торфозавод, хлебопекарня, маслозавод, типография, сапожная, швейная, столярно-мебельная и кузнечное промышленные мастерские, электростанция. 27 сентября 1938 году Копыль получил официальный статус поселка городского типа. До войны в Копыле проживали 5 059 жителей.
В Великую Отечественную войну с 29 июня 1941 до 1 июля 1944 года городок находился под немецко-фашистской оккупацией. В городе расположился немецкий гарнизон, было создано гетто. В марте и июле 1942 года в Копыле оккупантами были убиты все евреи. Действовала комсомольско-молодёжная подпольная группа из 6 человек, которая уничтожила немецкого начальника местной управы, партизаны 27-й бригады имени Чапаева (Шестопалов, Н.А.) разгромили гарнизон противника 29 июня 1944 года и удерживали посёлок до наступления Красной Армии. В борьбе с фашистами, подполье и на фронте погибли 166 жителей (135 человек на фронтах, 31 человек в партизанских отрядах и подполье).
29 апреля 1944 года Копылю возвращен статус города, в 1944—1954 годах в составе Бобруйской области, затем в составе Минской области. В 1969 году в городе проживали 4,1 тысяч человек, в 1977 году — 5,7 тысяч, в 1999 году — 10,8 тысяч человек. Работали хлебозавод и маслосырный завод, имели 3 средние школы и юношеско-спортивная школа, Центр культуры, районная больница, поликлиника, гостиница, узел связи. 29 апреля 1984 года Копыль получил статус города.
20 октября 1995 года административные единицы Копыльский район и город Копыль, имеющие общий административный центр, объединены в одну административную единицу — Копыльский район.
В 2000 году был утверждён новый герб города.
19 августа 2016 года Копыльский районный Совет депутатов принял решение, в котором говорится: «Считать датой основания города Копыль первое письменное упоминание о Копыле — 1006 год».
13 марта 2020 года на сессии Копыльского районного Совета депутатов принято решение об утверждении официального природного символа Копыльского района — Ласточка деревенская.

## Население
- 1750 год — 1 230 жителей
- 1795 год — 693 жителя
- 1800 год — 629 жителя
- 1861 год — 1 842 жителей
- 1883 год — 2 000 жителей[17]
- 1897 год — 4 463 жителя[18]
- 1909 год — 5968 жителя
- 1926 год — 4 000 жителя
- 1939 год — 5 133 жителя: 3050 белорусов, 1435 евреев, 299 русских, 173 украинца, 48 поляков[19]
- 1941 год — 5 059 жителя[9]
- 1969 год — 4 100 жителей[9]
- 1977 год — 5 700 жителей
- 1991 год — 10 000 жителей
- 1997 год — 10 700 жителей[20]
- 1998 год — 10 800 жителей
- 2006 год — 10 600 жителей
- 2007 год — 10 500 жителей
- 2008 год — 10 400 жителей
- 2009 год — 9 938 жителей[21]
- 2015 год — 9 733 жителей[22]
- 2016 год — 9 620 жителей[23]
- 2017 год — 9 526 жителей[24]
- 2019 год — 10 425
- 2018 год — 9489 жителей[25]
- 2023 год — 10 087 жителей[26]
- 2025 год — 9 887 человек[3]

## Экономика
Промышленность Копыльского района представлена предприятиями: Копыльский филиал ОАО «Слуцкий сыродельный комбинат», ОАО «Копыльский районный комбинат бытового обслуживания», ЧУП «Копыльский кооппром» Копыльского райпо, СООО «Копыльское производство строительных систем».
Основным промышленным предприятием в городе является Копыльский филиал ОАО «Слуцкий сыродельный комбинат». Удельный вес работающих на данном предприятии в общем объёме занятых в промышленности составляет 25,3 %, удельный вес производимой продукции в общем объёме промышленного производства — 68,7 %.
Основным направлением деятельности ОАО «Копыльский маслосырзавод» является комплексная переработка молока.
ЧУП «Копыльский кооппром» Копыльского РайПО производит хлебобулочные изделия, колбасные изделия, мясные полуфабрикаты, солёную рыбу. Занимается производством кукурузных палочек, мучных кондитерских изделий, а также гвоздей проволочных. Удельный вес производимой продукции в общем объёме промышленного производства составляет 2,7 %.
ОАО «Копыльский районный комбинат бытового обслуживания» занимается предоставлением бытовых услуг населению, производством тротуарной плитки, декоративной плитки, памятников надгробниц, подставок для памятников из мраморной крошки. Удельный вес производимой продукции в общем объёме промышленного производства составляет 0,2 %.
СООО «Копыльское производство строительных систем» производит сухие строительные смеси, теплоизоляционные кровельные изделия, плиты пенополистирольные теплоизоляционные, краску вододисперсионную для внутренних и наружных работ, поддоны для собственного производства. Удельный вес производимой продукции в общем объёме промышленного производства составляет 23 %.

## Культура
- Центр культуры

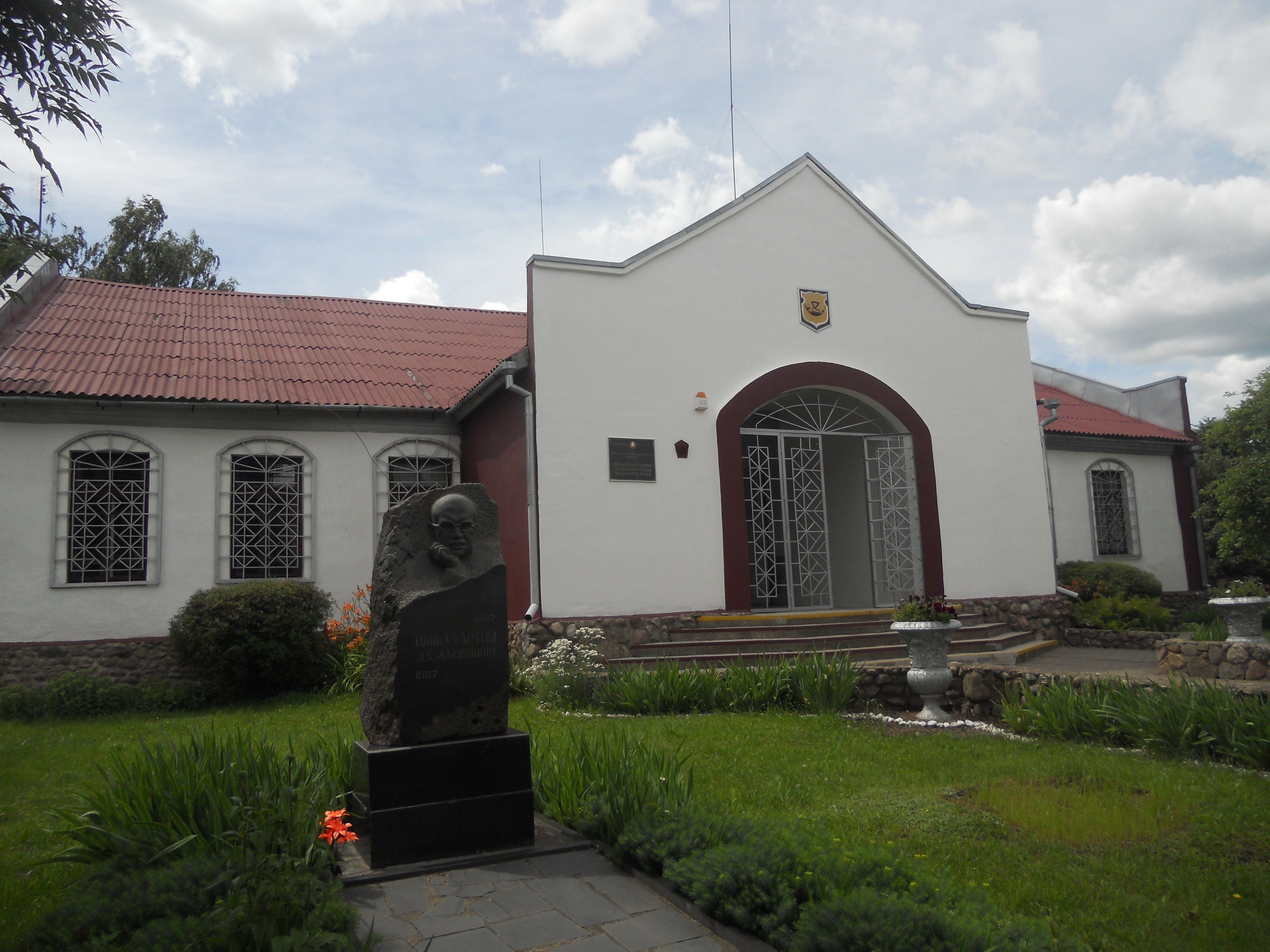
Копыльский районный краеведческий музей

- Копыльская районная центральная библиотека имени А. Астрейко
- Копыльский районный краеведческий музей[28] — 22,9 тыс. музейных предметов основного фонда. В 2016 году его посетили 12,4 тыс. человек[29]
- Эколого-природоведческий музей «Природа и экология» ГУО «СШ № 3 г. Копыля»
- Историко-краеведческий музей «Музей боевой и трудовой славы» ГУО «СШ № 3 г. Копыля»
- Краеведческий музей «Памяць» ГУО «Средняя школа № 2 г. Копыля имени Тишки Гартного»
- Краеведческий музей «Спадчына» ГУО «Гимназия № 1 г. Копыля имени Н. В. Ромашко»

## События и мероприятия
- 5 сентября 2021 года прошёл XXVIII День белорусской письменности[30][31]
- В 2021 году прошёл областной фестиваль «Дажынкi»
- 4 сентября 2021 года прошла научно-практическая конференция «Капыльскiя чытаннi»
- 26-27 августа 2022 года прошёл культурно-спортивный фестиваль «Вытокі. Крок да Алiмпу»

## Спорт
- «Бобовня» — копыльский футбольный клуб

## Достопримечательность
- Братская могила советских воинов и партизан, могилы жертв фашизма (на захоронениях установлены памятники)
- Копыльская криничка
- Замковая гора
- Исторический рынок
- Спасо-Вознесенская церковь (1866 г.)
- Костёл Святых апостолов Петра и Павла
- Копыльское предместье
- Часовня Мартина Туровского
- Борисоглебская часовня
- Аллея писателей Копыльщины. 17 интерактивных скамеек в виде букв с информацией о писателях, которые родились и работали в Копыльском районе. Всего — более 50 имен и фамилий, среди которых Адам Бабареко, Алесь Бельский, Тишка Гартный, Кузьма Чорный, Анатоль Астрейко, Адам Русак, Алесь Адамович. Для каждого объекта сделан уникальный QR-код, отсканировав который можно получить доступ к биографии белорусского писателя и познакомиться с произведениями, которые он создал[32].

### Памятник, скульптура
- Памятный знак жертвам Холокоста. Установлен на месте захоронения погибших в 1942 г.
- Памятный знак воинам-артиллеристам 1‑й батареи (капитан Ф. П. Иванов) 255‑го зенитного артиллерийского полка, погибшим при освобождении Копыля
- Памятник Тишке Гартному. Расположен на территории Копыльского районного краеведческого музея
- Памятник мастеру-кожевеннику, прообразом которого стал Тишка Гартный[33]. Расположен у здания Копыльского районного краеведческого музея
- Мемориальная доска в честь Героя Советского Союза Н. В. Ромашко. Установлена на здании гимназии.
- Мемориальная доска с именами милиционеров, погибших при исполнении служебного долга (В. И. Дроздович, И. М. Горевой, Д. М. Леоненко, В. А. Пинчук)[34]

### Утраченное наследие
- Костёл Святых апостолов Петра и Павла (1864)
- Синагога

## Галерея

Виды города
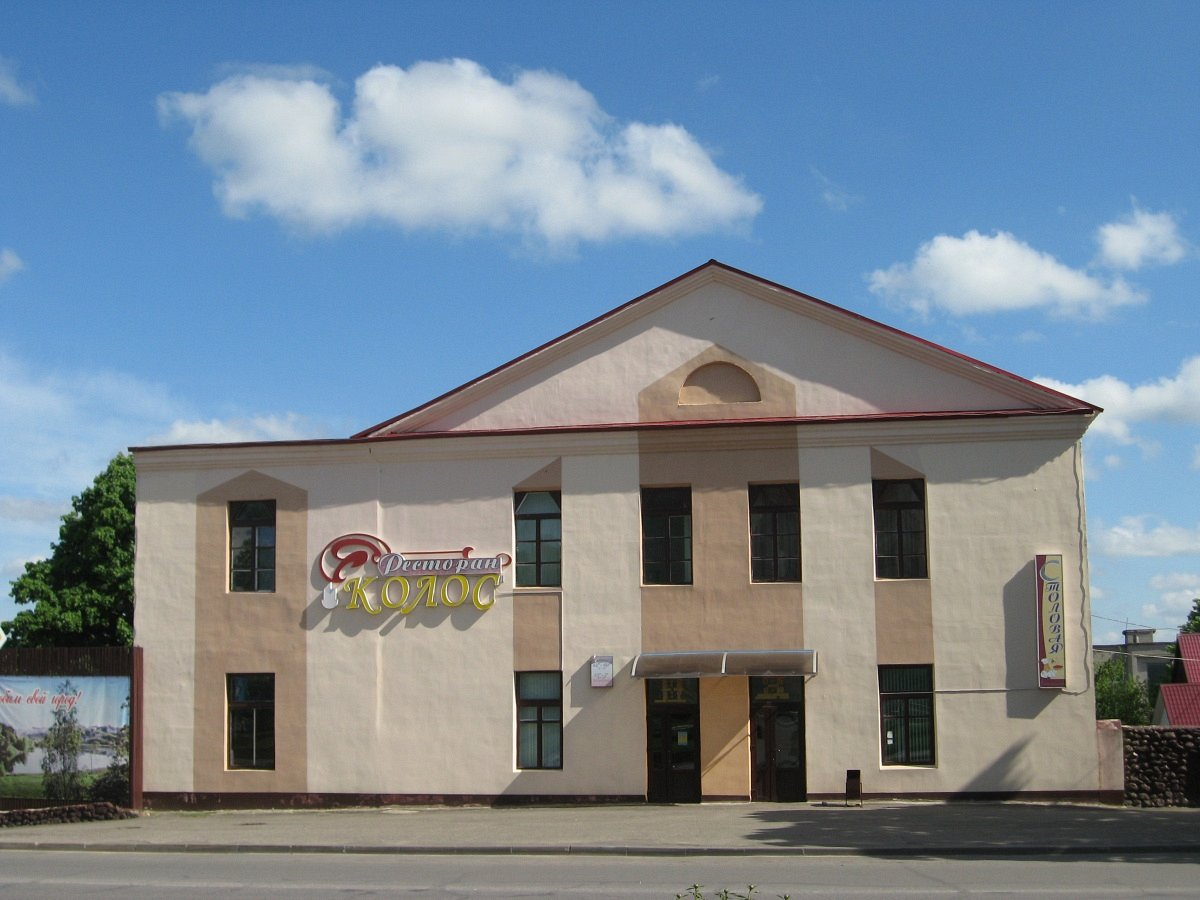
Бывший костёл
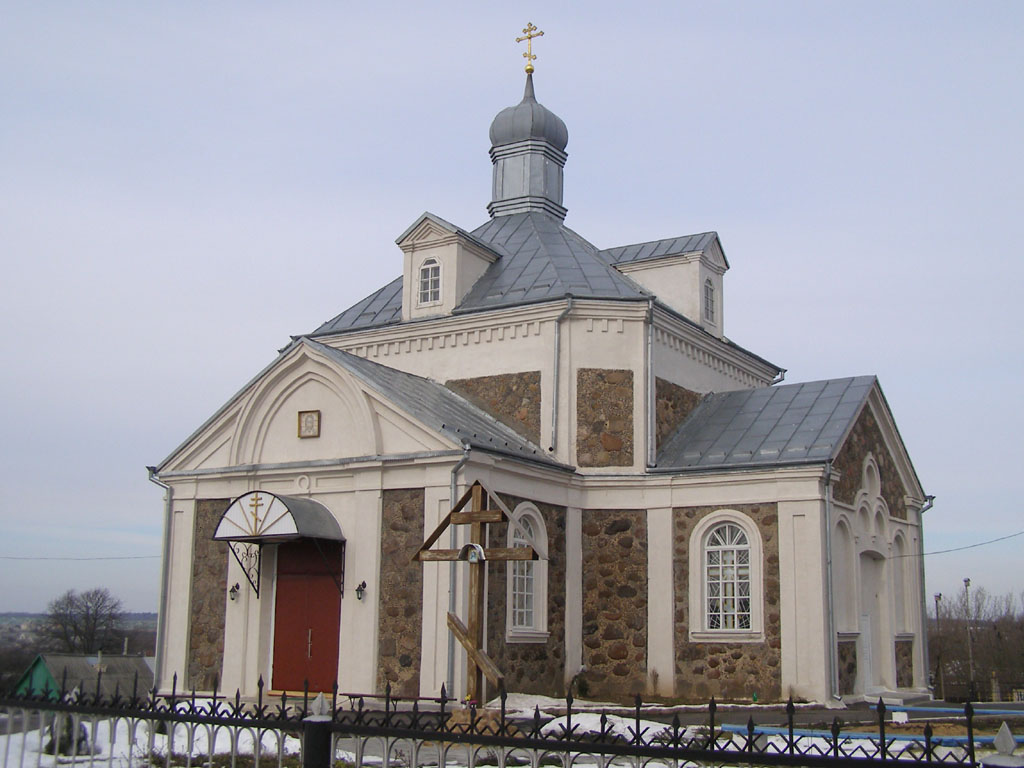
Спасо-Вознесенская церковь
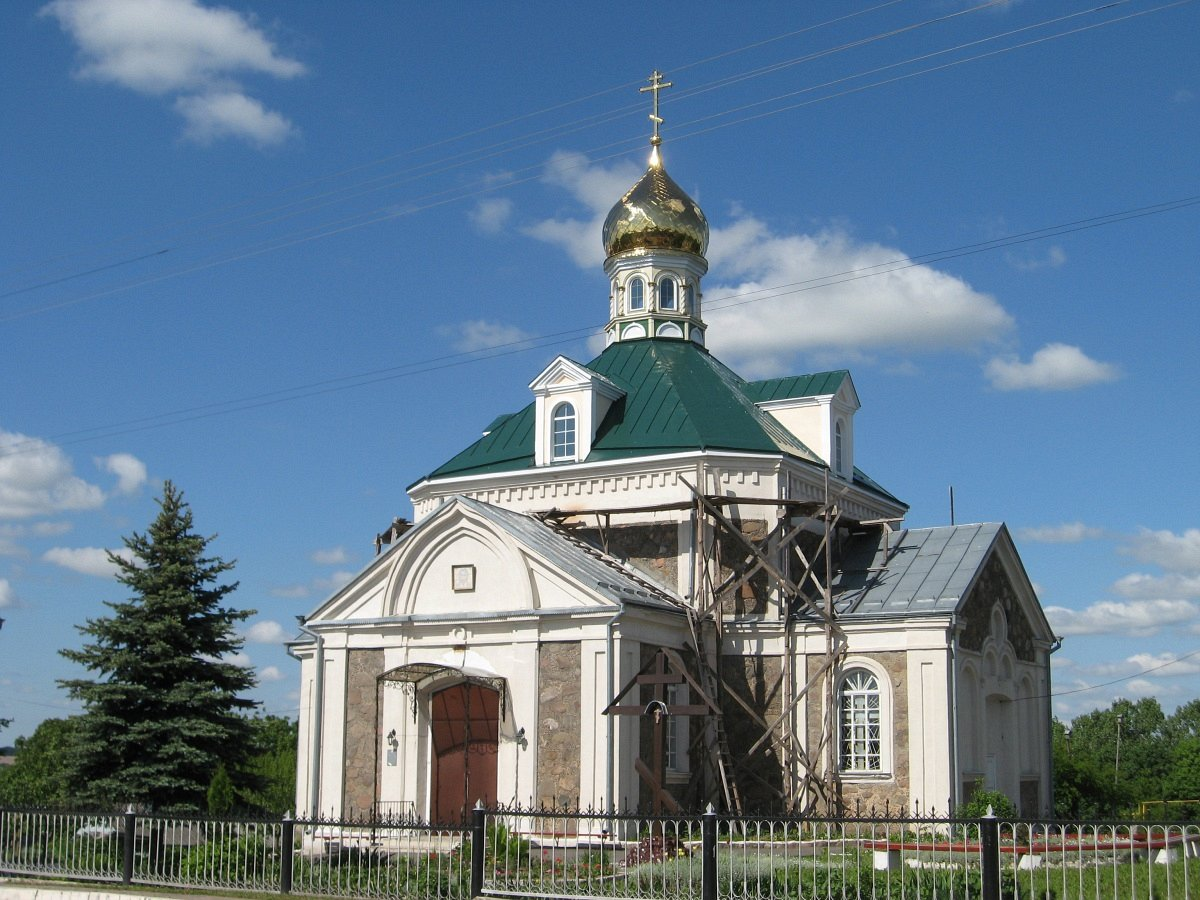
Спасо-Вознесенская церковь
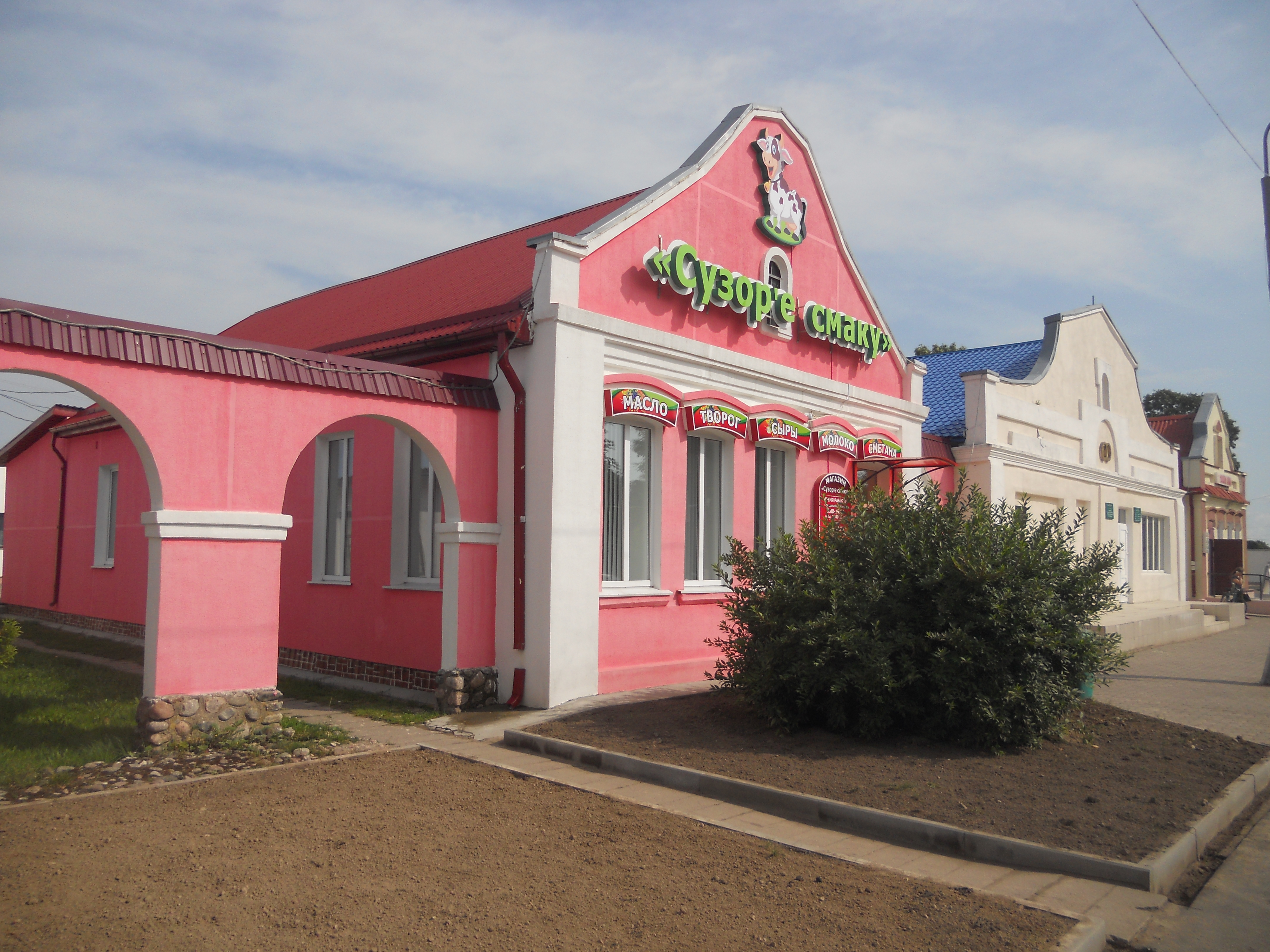
Исторический рынок в Копыле
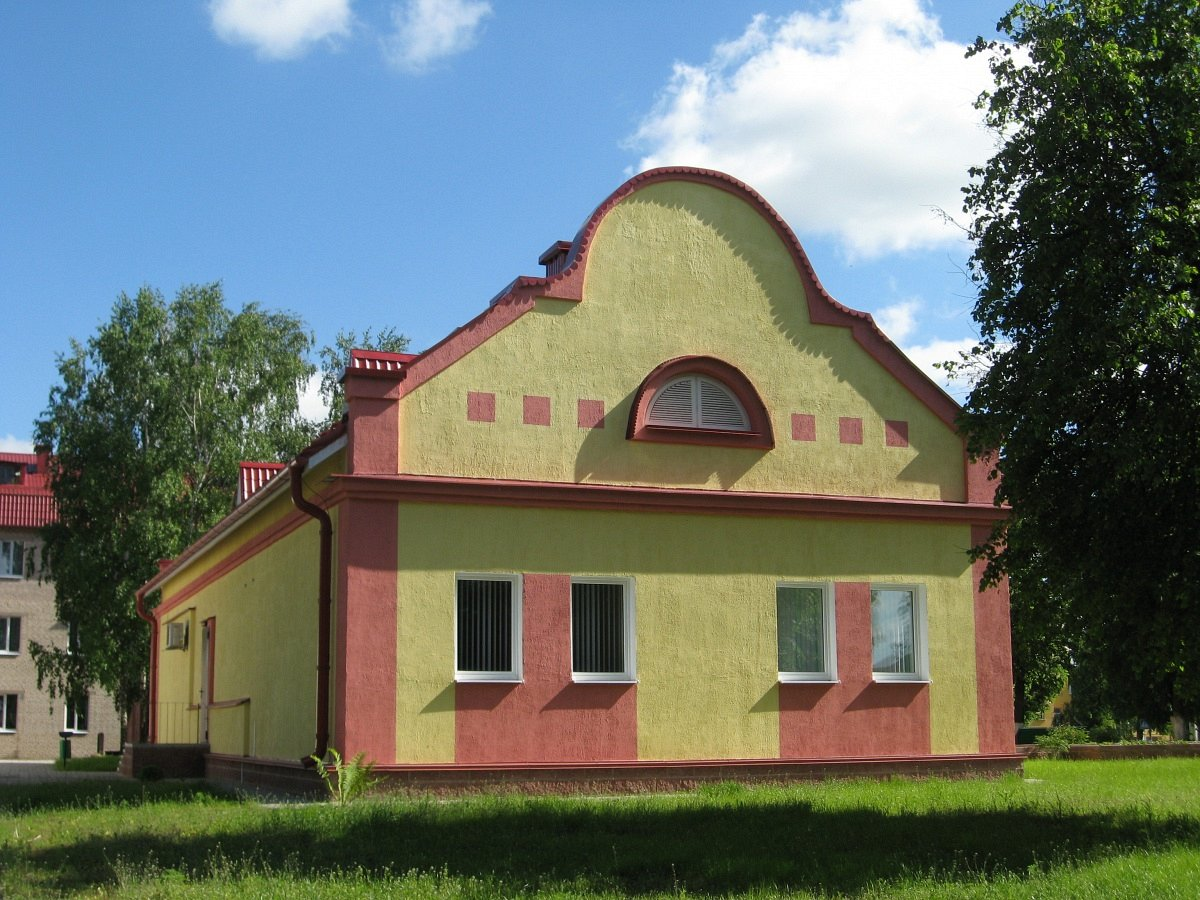
Старое каменное строение
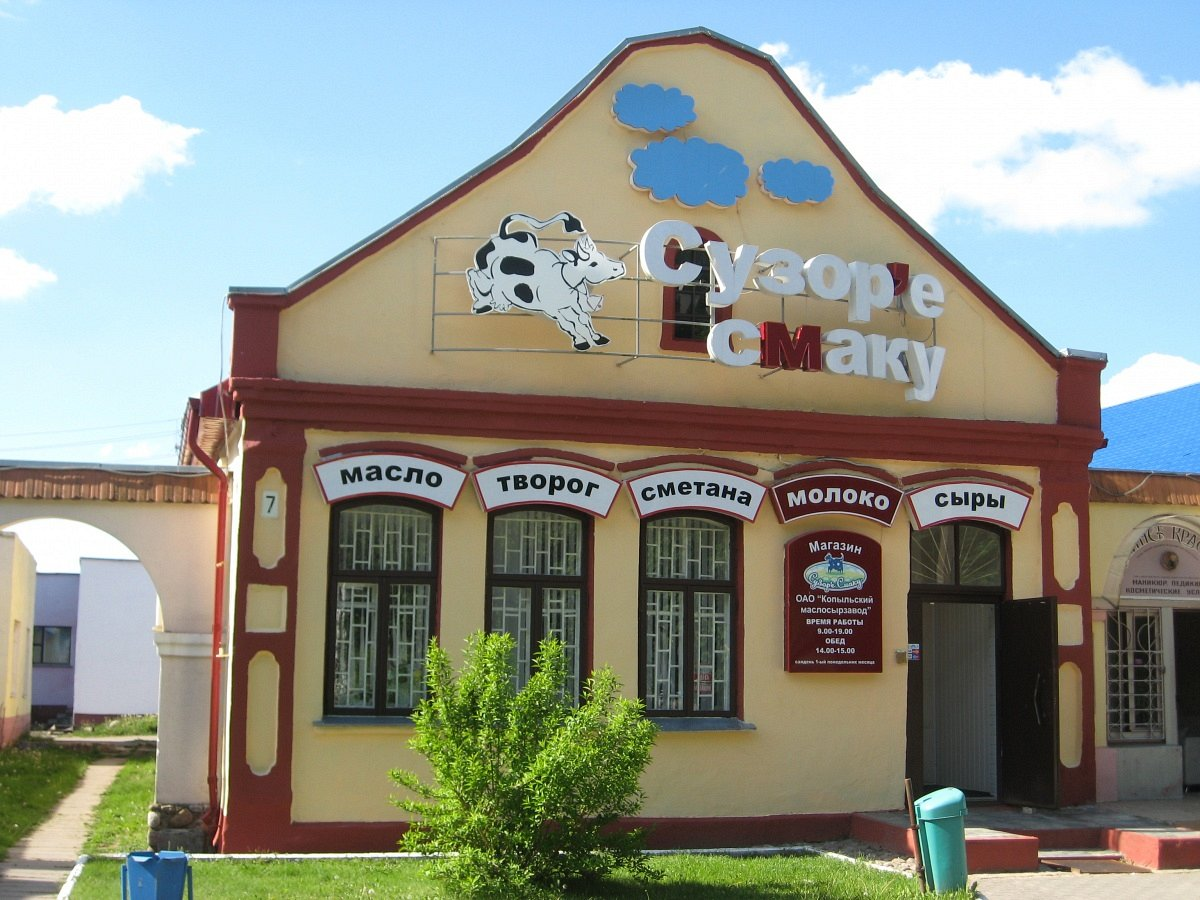
Магазин в старом каменном строении
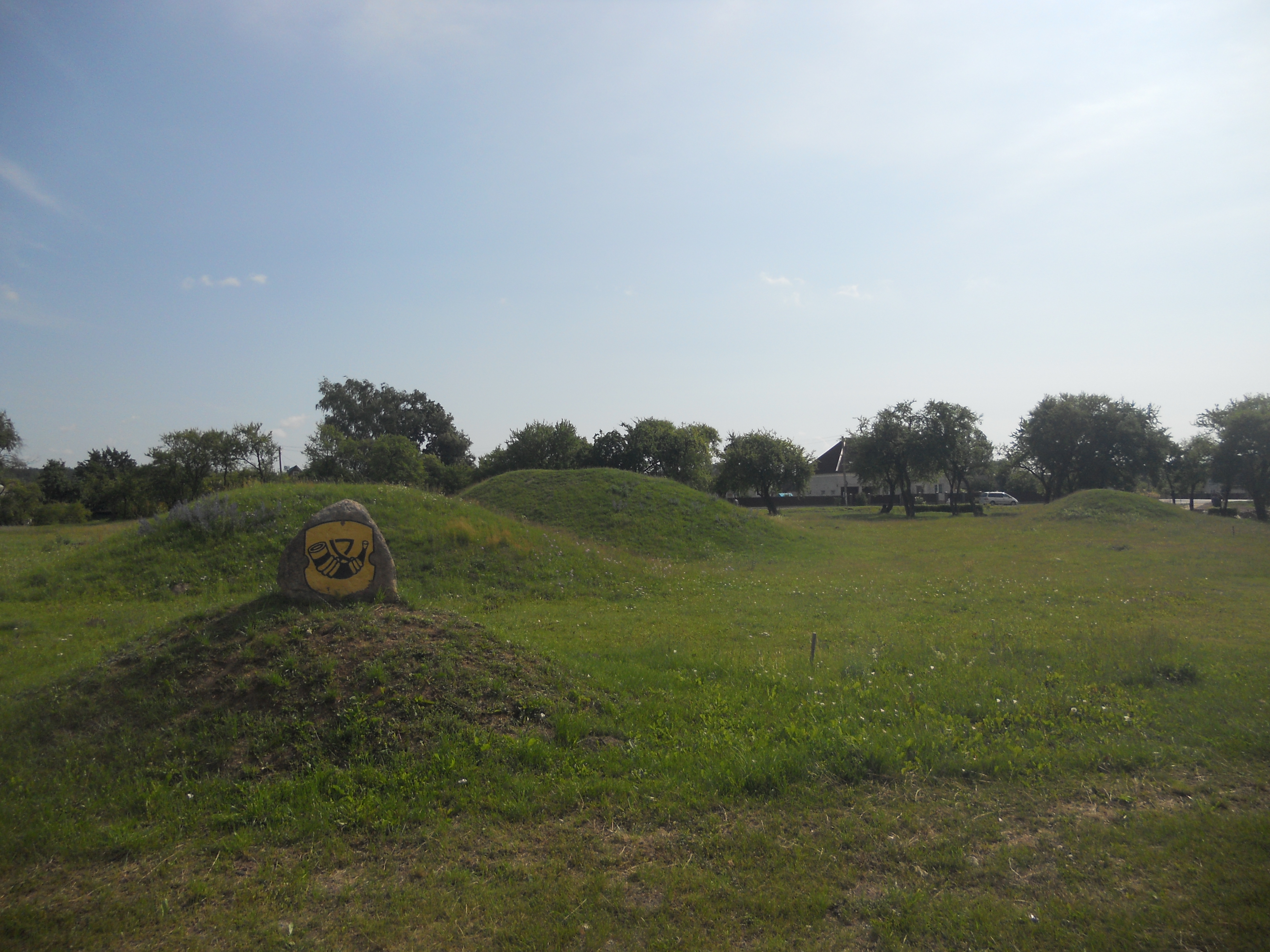
Курганы в городе
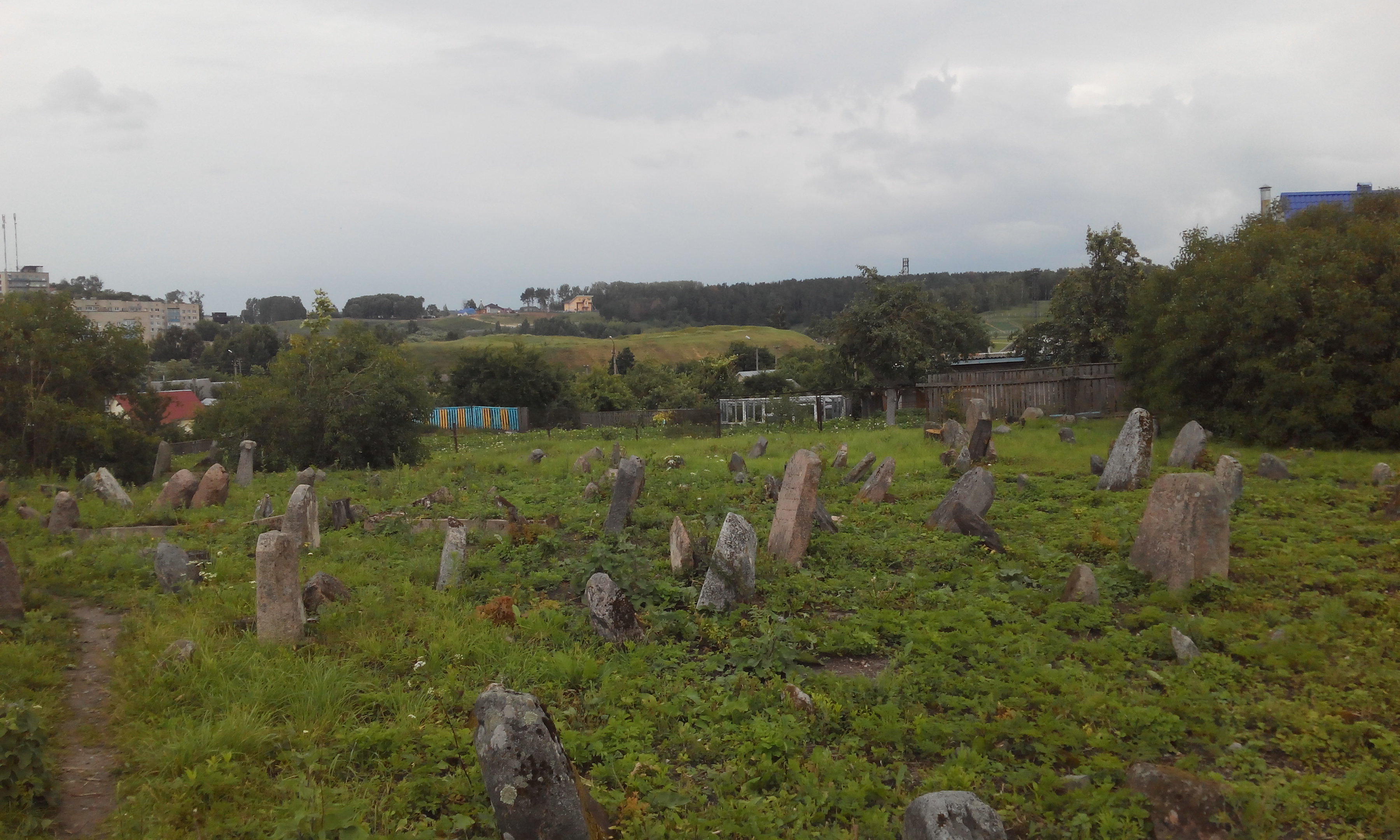
Татарское кладбище
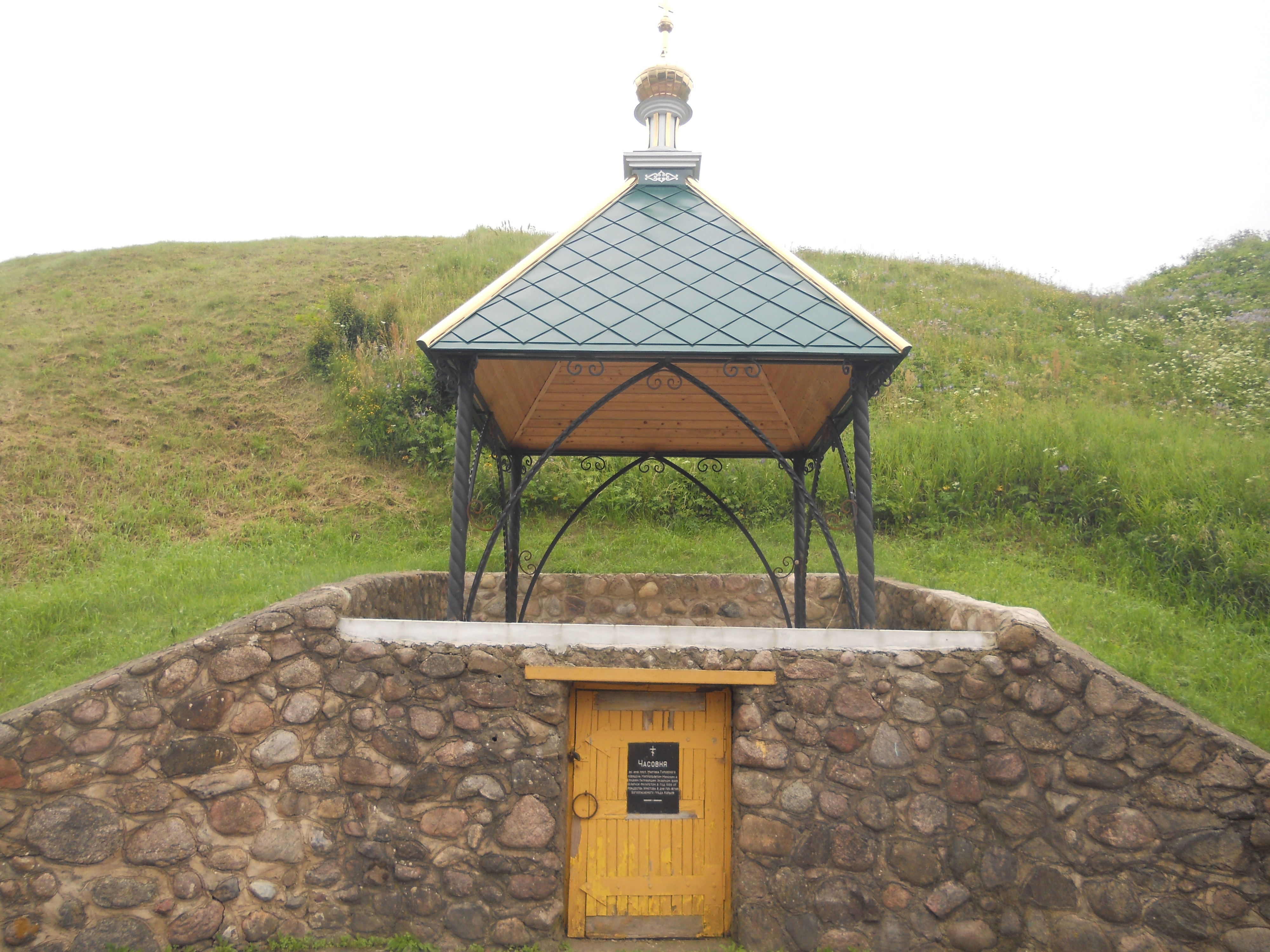
Часовня Мартина Туровского
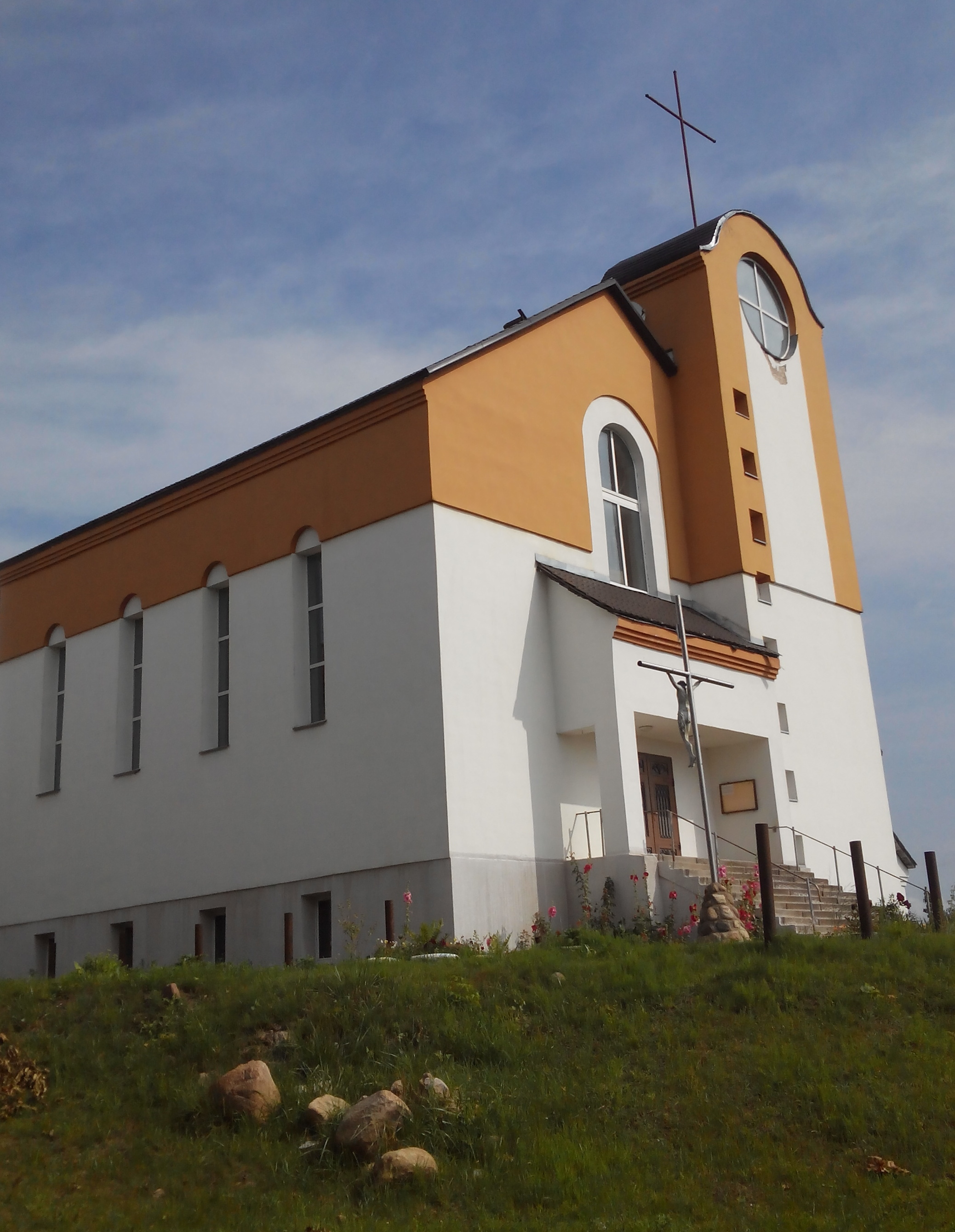
Костёл Св. апостолов Петра и Павла
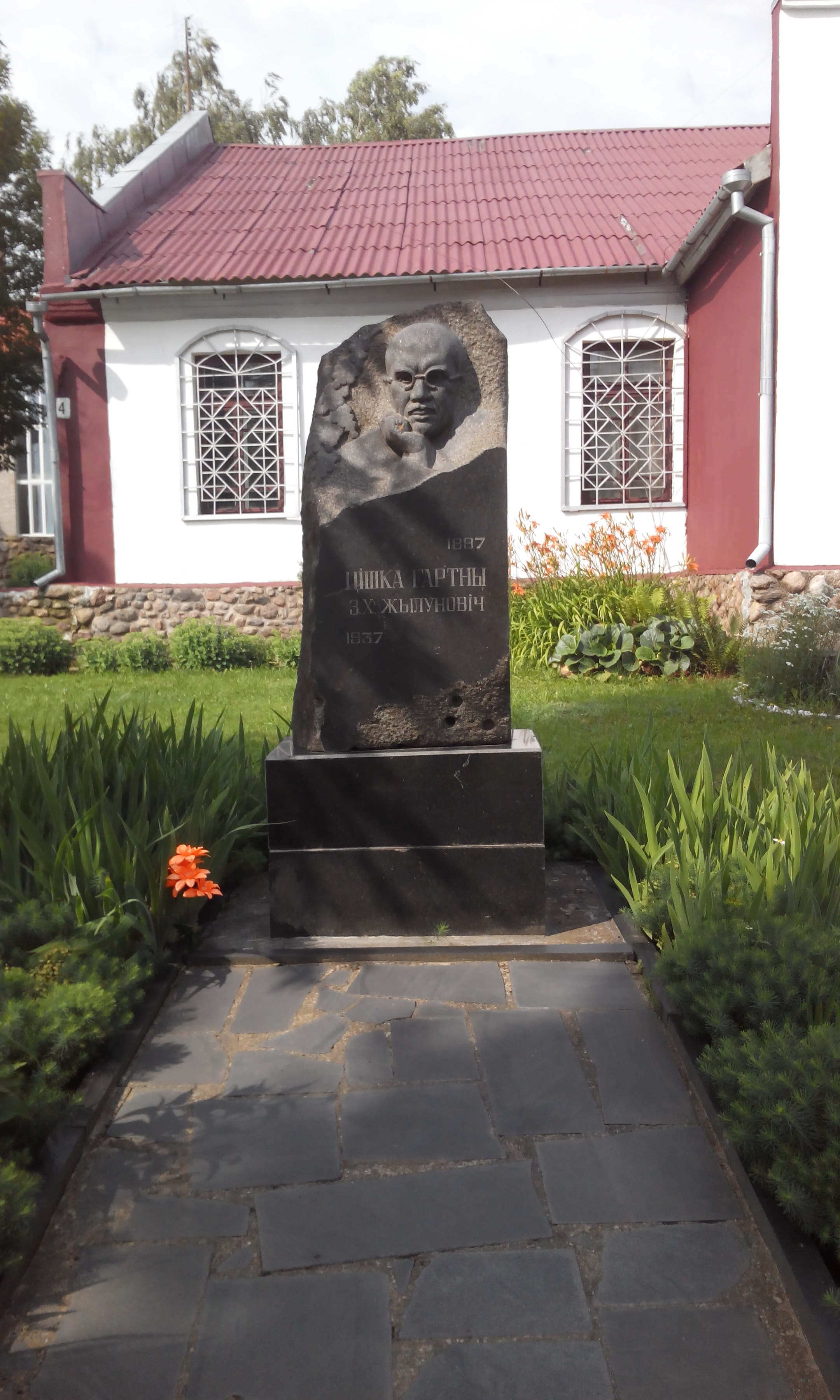
Памятник Тишке Гартному
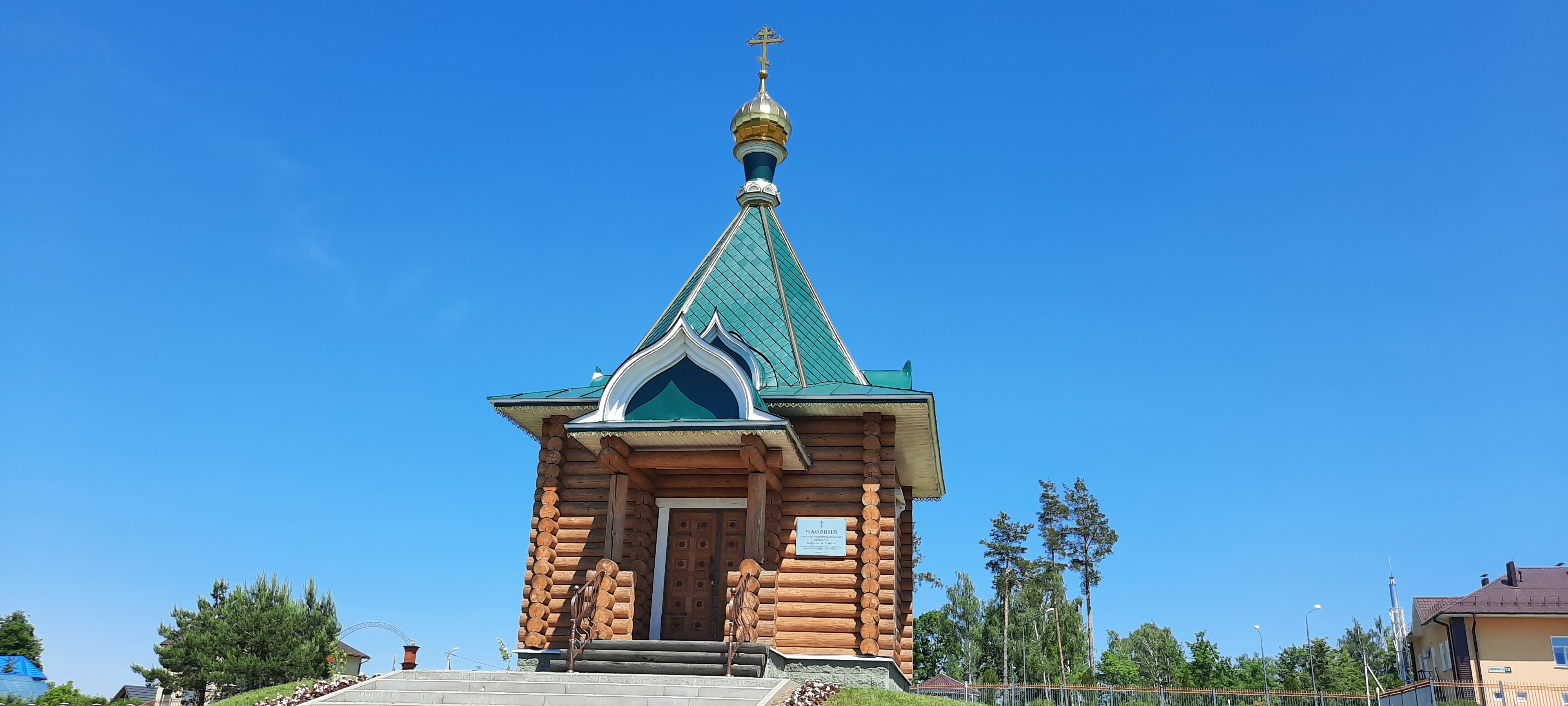
Борисоглебская часовня

## В филателии и нумизматике
- 12 августа 2021 года выпущена марка «Герб Капыля»[35].
- 16 августа 2021 года Министерство связи и информатизации Республики Беларусь выпустило в обращение конверт с оригинальной маркой «День белорусской письменности»[36].